# Tramway d'Orsk
 (décembre 2023).
Si vous disposez d'ouvrages ou d'articles de référence ou si vous connaissez des sites web de qualité traitant du thème abordé ici, merci de compléter l'article en donnant les références utiles à sa vérifiabilité et en les liant à la section « Notes et références ».
Le tramway d'Orsk est le réseau de tramways de la ville d'Orsk, en Russie. Le réseau est composé de dix lignes. Il a été officiellement mis en service en 1948.